# エドゥアルド・アローラス
エドゥアルド・アローラス (Eduardo Arolas, 1892年2月24日 - 1924年9月29日）は、アルゼンチン出身のタンゴの作曲家・バンドネオン奏者。

## 生涯
1892年2月24日、ブエノスアイレスに生まれる。本名は、ロレンソ・アロラ（Lorenzo Arola）であった。
音楽のプロとしての活動は、ギター演奏から出発した。バンドネオンは独学で覚えたが、タンゴでのバンドネオン演奏で名を挙げ、『バンドネオンの虎』（El Tigre de Bandoneón）というあだ名ができるまでになった。アグスティン・バルディ楽団やロベルト・フィルポ楽団で、第一バンドネオン奏者を担当していたが、自分が代表する楽団もあった。タンゴの作曲でも、多数作り上げて、大活躍した。スペインのマドリードやフランスのパリに、演奏旅行に出かける。
1924年9月29日、パリで死去する。32歳没。
アローラス作曲の作品の演奏でのダンスおよび映画のシーンが、YouTubeで、アップロードされている。

## 有名な作品
エドゥアルド・アローラス作曲
- デレーチョ・ビエホ　Derecho viejo
- ラグリマス　Lágrimas
- マイポ　Maipo
- ビボリータ　Viborita
- ラ・カチーラ　La Cachila

エドゥアルド・アローラスとロベルト・フィルポとの共同作品
- 花火　Fuegos artificiales